# Irridu
Irridu o Irrite fue una ciudad de Mesopotamia noroccidental, situado probablemente entre Harran y Karkemish. Floreció en la Edad del Bronce Medio y Final antes de ser destruida por Asiria.

## Historia
La ciudad fue mencionada por primera vez en una carta del rey de Karkemish a Zimri-Lim (1782-1759 a. C.) de Mari. La carta sugería que Irridu había sido sometida por Karkemishs, y posteriormente estuvo bajo el gobierno de Yamkhad.
A mediados del siglo XVIII a. C., la ciudad fue gobernada por Yarim-Lim, que era el hermano de Abba-El I, rey de Yamkhad. Zitraddu, el gobernador de la ciudad se rebeló contra Yarim-Lim; Abba-El aniquiló a los rebeldes a medida que destruía de la ciudad y compensó a su hermano dándole Alalakh.
Después de la caída de Alepo , capital de Yamhad, a manos del rey hitita Mursili I, Irridu acabó bajo control de Mittani. Los hititas, bajo el príncipe Piyassili, ocuparon Irridu en su avance sobre Washukanni, la capital mittania, venció al país de Shuta y estableció el Éufrates como frontera; después los hititas se retiraron. Se convirtió en un centro regional de Mittani hasta que fue conquistada por Adad-nirari I, rey de Asiria.
Wasashatta, rey de Mitanni se rebeló contra los asirios y buscó la ayuda de los hititas, pero nunca la recibió. Adad-nirari I atacó Mittani y conquistó la mayor parte de sus ciudades. La familia real de Mittani escapó a Irridu pero los asirios los encontraron y deportaron a Asiria. Irridu, como muchas ciudades de su región fueron incendiadas, destruidas y sus tierras cubiertas de sal.